# Earlton
Earlton es una ciudad del condado de Neosho, Kansas, Estados Unidos. Tiene una población estimada, a mediados de 2024, de 58 habitantes.

## Geografía
Está ubicada en las coordenadas 37°35′15″N 95°28′11″O / 37.58750, -95.46972 (37.587421, -95.469787).

## Demografía
Según la estimación 2019-2023 de la Oficina del Censo, los ingresos medios de los hogares son de $73,833 y los ingresos medios de las familias son de $74,083. Alrededor del 1.7% de la población está por debajo de la línea de pobreza.